# Вегеря, Роман Сергеевич
Роман Сергеевич Вегеря (бел. Раман Сяргеевіч Вягера; род. 14 июля 2000, Гродно) — белорусский футболист, защитник дзержинского «Арсенала». Выступал в национальной сборной Беларуси.

## Биография
Воспитанник СДЮШОР «Неман» (Гродно), первый тренер — Сергей Александрович Кукалевич. В 2015—2017 годах занимался в минском РУОР («Академия АБФФ»), затем вернулся «Неман» и стал выступать за дубль. Летом 2018 года был отдан в аренду в «Лиду», выступавшую в первой лиге, и сыграл свои дебютные матчи на взрослом уровне.
2 июня 2019 года сыграл дебютный матч за «Неман» в высшей лиге против «Славии», провёл на поле все 90 минут. Всего в своём первом сезоне в высшей лиге сыграл 10 матчей, из них в шести выходил в стартовом составе. В 2020 году потерял место в основе гродненского клуба, и за половину сезона только в 6 матчах выходил на замену. В сентябре 2020 года покинул «Неман» и был внесён в заявку клуба второй лиги «Динамо-Брест-1960», однако через короткое время был отдан в аренду в «Ислочь» из высшей лиги.
В марте 2021 года отправился в аренду в брестский «Рух». Дебютировал за клуб 23 июня 2021 года в матче Кубка Беларуси против бобруйской «Белшины». Больше за клуб так и не сыграл.
В июле 2021 года отправился в аренду в дзержинский «Арсенал». Дебютировал за клуб в Первой Лиге против «Лиды». В матче 3 октября 2021 года против «Орши» отметился результативной передачей. Стал ключевым игроком команды. По итогу сезона досрочно стал победителем Первой Лиги.
В марте 2022 года подписал полноценный контракт с клубом. Первый матч за клуб в Высшей Лиге сыграл 20 марта 2022 года против «Гомеля». Дебютный гол забил 21 апреля 2022 года в матче против «Слуцка». Вместе с клубом занял 14 место в турнирной таблице и отправился в стыковые матчи за сохранение прописки в высшем дивизионе. По итогу стыковых матчей против рогачёвского «Макслайна» дзержинский клуб потерял прописку в высшем дивизионе. Также сообщалось, что футболист покинут клуб по окончании срока действия контракта.
В январе 2023 года к футболисту проявлял интерес жодинский клуб «Торпедо-БелАЗ». Вскоре футболист официально стал игроком жодинского клуба. В июле 2023 года футболист покинул жодинский клуб.
В июле 2023 года футболист перешёл в костромской «Спартак».

## В сборной
В октябре 2016 года и марте 2017 года в составе юношеской сборной Беларуси принимал участие в квалификационном и элитном раундах чемпионата Европы соответственно.
В октябре 2017 года, а также в октябре 2018 года в составе юниорской сборной Беларуси принимал участие в квалификационных матчах чемпионата Европы.
29 марта 2019 года дебютировал в составе молодёжной сборной Беларуси, выйдя на замену во втором тайме в товарищеском матче против Литвы (1:0).
26 февраля 2020 года сыграл свой первый матч за национальную сборную в товарищеской игре против Болгарии, заменив на 93-й минуте Сергея Карповича.

## Достижения
«Арсенал» Дзержинск
- Победитель Первой лиги: 2021

«Торпедо-БелАЗ»
- Обладатель Кубка Беларуси: 2022/2023